# Jim och Jeff
Jim och Jeff, i Australien Benedict & Brazos, är en bokserie som omfattar 36 western-böcker skrivna av E. Jefferson Clay (pseudonym för Paul Wheelahan). Seriens huvudpersoner heter Jim Brazos och Jeff Benedict. 
Serien utgavs ursprungligen i Australien av Cleveland Publishing Company 1971-1977 med numrering 201-236. I Sverige utgavs böckerna av Wennerbergs Förlag som en egen serie 1976-1980. Den svenska utgivningen följde den australiska, med undantag för att Jim och Jeff nr 2 hade nr 203 och Jim och Jeff nr 3 hade nr 202 i originalupplagan. I USA publicerade Leisure Books några av böckerna.
Serien påminner till vissa delar om den mera kända Bill och Ben, även den ursprungligen utgiven i Australien, men skriven av annan författare och utgiven av ett konkurrerande förlag.